# Перкудани, Хосе
Хосе Альберто Перкудани (исп. José Alberto Percudani; род. 22 марта 1965, Брагадо, Аргентина) — аргентинский футболист, нападающий. Провёл 5 матчей за сборную Аргентины. Сыграл более ста игр за команду «Индепендьенте».
Обладатель Кубка Либертадорес и Межконтинентального Кубка. В конце 80-х годов 20-го века выступал за австрийский клуб «Аустрия» из Вены. В 1990-м году играл за дублирующий состав мадридского «Атлетико». Завершил карьеру в 30 лет.

## Ранние годы
Перкудани родился в городе Брагадо, однако детство провёл в районе Буэнос-Айреса Эль-Бахо. Уже в 10 лет стал принимать участие в местных футбольных турнирах.

## Клубная карьера
В 1982 году вышел из академии клуба «Индепендьенте», одного из самых титулованных клубов Аргентины, и стал его игроком в 16 лет. В 1984 году в финале Межконтинентального кубка против английского «Ливерпуля» забил гол на 6-й минуте встречи, принёс команде трофей и стал лучшим игроком матча. Всего сыграл за клуб более 130 матчей и отличился голом более 40 раз.
В 1988 году совершил трансфер в Европу, в команду «Аустрия» из столицы Австрии Вены. Трансфер Перкудани обошёлся австрийскому клубу примерно в 1 млн долларов, контракт был подписан на 2 с половиной года. После перехода Перкудани признался, что «хотел бы так хорошо играть в Вене, чтобы получить возможность заключить контракт с командой из Италии». В сезоне 1988/89 «Аустрия» дошла до второго круга Кубка УЕФА, Хосе Перкудани сумел отличиться в ответном матче первого круга против «Жальгириса», забив пятый мяч в ворота соперника. 
В январе 1990 года, потеряв место в основном составе «Аустрии», перешёл в дублирующий состав испанской команды «Атлетико Мадрид». В июле того же года он покинул Европу, подписав контракт с чилийским клубом «Универсидад Католика». Вместе с новой командой Перкудани сыграл в розыгрыше Кубка Либертадорес. В 1992 году ненадолго стал игроком «Пеньяроля», а затем перешёл в аргентинский «Эстудиантес». Следующей командой игрока стала «Альмиранте Браун» из второго дивизиона. Завершил карьеру в 1995 году. 

## Карьера в сборной
В 1987 году был вызван в сборную Аргентины на матчи Кубка Америки. В матче второго тура группового этапа против сборной Эквадора отдал голевую передачу на Диего Марадону. Более в сборную не вызывался.